# Station Strzebielewo Pyrzyckie
Station Strzebielewo Pyrzyckie was een spoorweghalte in de Poolse plaats Strzebielewo.